# شهرستان رغوان
ناحیهٔ رغوان (به عربی: مدیریة رغوان) یک ناحیه در یمن است که در استان مأرب واقع شده‌است.
ناحیهٔ رغوان ۴٬۳۹۱ نفر جمعیت دارد.